# Ourbikios
Ne doit pas être confondu avec Urbicius.
Ourbikios ou Urbicius (en grec ancien : Οὐρβίκιος), mort après 505 à Constantinople, est un eunuque du Ve siècle qui servit à la cour des empereurs romains d'Orient.
Après avoir commencé sa carrière comme cubiculaire sous le règne de Théodose II, il est élevé vers 449 au rang de grand chambellan (praepositus sacri cubiculi), une charge qu'il exerce, non sans interuption, durant le règne de six autres empereurs : Marcien, Léon Ier, Léon II, Zénon, Basiliscus et Anastase Ier.
Ourbikios reste longtemps l'un des personnages les plus importants à la cour. Outre son rôle cérémonial éminent - c'est à lui qu'il revient de ceindre les nouveaux empereurs du diadème impérial lors de leur élévation au pouvoir -, il est réputé avoir joué un rôle politique majeur dans les rivalités de cour à Constantinople et dans l'ascension et la chute de plusieurs souverains.

## Biographie

### Cubiculaire (434-449)
Entre 434 et 449, Ourbikios est cubiculaire à la cour de l'empereur Théodose II. La Vie d'Hypatios de Callinicos le montre proche de la communauté monastique installée à Rouphinianes, et de son higoumène, Hypatios. Ourbikios se lie d'amitié avec ce dernier, à qui il confie le soin d'Aétios, un riche patrice atteint de maladie et maltraité par son frère. Avec le soutien d'Hypatios, Ourbikios parvient à hériter de la fortune que lui lègue Aétios par testament.La Vie d'Hypatios rapporte un autre épisode montrant Ourbikios amenant à Hypatios son domestique Alcimus afin que ce dernier soit libéré d'un démon.
L'héritage de la fortune d'Aétios contribue grandement à la réussite d'Ourbikios. Ce dernier continue de soutenir la communauté dans la suite de sa carrière puisqu'il fait construire un monument funéraire pour les frères du monastère, à la suite d'un vœu et avec la contribution d'un financement impérial. Ourbikios fait aussi don du sarcophage en pierre qui accueille le corps d'Hypatios après sa mort en 446.

### Praepositus sacri cubiculi (après 449)
En avril 449, Ourbikios fait partie des hauts dignitaires mentionnés dans les minutes d'acclamations populaire à Édesse ayant suivi l'ouverture d'une enquête visant l'évêque Ibas - ce qui indique que sa promotion comme grand chambellan (praepositus sacri cubiculi) avait déjà eu lieu à cette époque. Ourbikios se retire de son poste vers décembre 450, date à laquelle un autre préposite, Maximinus, est attesté. Ce changement est sans doute en lien avec la mort de Théodose II au cours du mois de juillet précédent et avec l'accession au trône de Marcien. Après son retrait de la cour, Ourbikios se consacre à la vie religieuse.
Ourbikios exerce à nouveau la charge de grand chambellan peu avant 474, sous le règne de Léon Ier. Il est probablement à l'instigation de la rencontre entre son régisseur, le phrygien Epinicus, et l'impératrice Vérine.
Après la mort de Léon Ier en 474, Ourbikios reste en poste sous le règne de Zénon, qui assure la régence au nom de Léon II. Vers 481, il organise à la demande de l'impératrice Ariane une tentative d'assassinat visant le général Illus, qui garde alors l'ancienne impératrice Vérine en captivité.
Ourbikios est encore en poste à la fin du règne de Zénon. Après la mort de ce dernier le 9 avril 491, c'est sur la proposition d'Ourbikios que les dignitaires rassemblés au palais demandent à l'impératrice Ariane de choisir le nouveau souverain. Ourbikios joue ainsi un rôle décisif dans l'accession au pouvoir d'Anastase Ier, et assiste à la cérémonie de sa proclamation comme empereur,. 
Ourbikios partage un domaine avec le consul de 503 Dexikratès, un proasteion portant le nom de Kalamousos dans la banlieue de Constantinople,.
Il prend sa retraite vers 504, et voyage à travers l'Orient. Il visite notamment Amida et la ville d'Édesse, où il fait une donation à l'évêque du lieu pour faire construire une église dédiée à Marie, mère de Jésus. À Jérusalem, il fait tailler un autel dans un rocher sur lequel Marie se serait reposée selon une tradition locale. Ses tentatives pour faire déplacer l'autel à Constantinople échouent miraculeusement. Devant ces échécs, Ourbikios décide de placer l'autel dans la basilique du Saint Sépulcre.
Ourbikios meurt à Constantinople. Selon l'archidiacre Théodose, son corps aurait été rejeté à trois reprises par sa tombe après son enterrement - peut-être en raison de tremblements de terre.